# 奥热维莱
奥热维莱（法語：Ogéviller，法語發音：[ɔʒevile]）是法国默尔特-摩泽尔省的一个市镇，属于吕内维尔区。

## 地理
奥热维莱（48°32'49"N, 6°43'32"E）面积3.54 平方千米，位于法国大東部大區默尔特-摩泽尔省，该省份为法国东北部内陆省份，是洛林的一部分，北邻比利时、卢森堡，北起顺时针与摩泽尔省、下莱茵省、孚日省和默兹省接壤。
与奥热维莱接壤的市镇（或旧市镇、城区）包括：比里维尔、弗雷梅尼勒、埃尔贝维莱、雷克隆维尔。

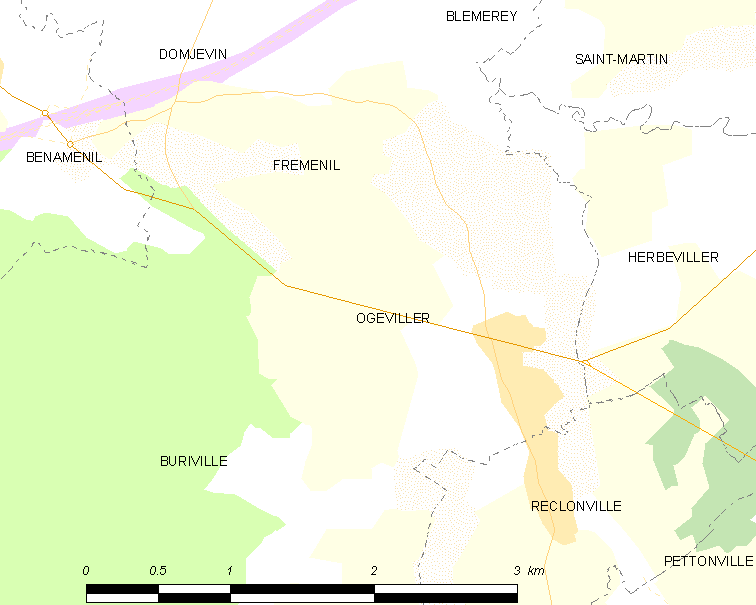
奥热维莱的OSM定位图

奥热维莱的时区为UTC+01:00、UTC+02:00（夏令时）。

## 行政
奥热维莱的邮政编码为54450，INSEE市镇编码为54406。

## 政治
奥热维莱所属的省级选区为巴卡拉县。

## 人口

1962-2008年间奥热维莱人口变化图示

奥热维莱于2022年1月1日时的人口数量为279人。